# Архиепископ на Кентърбъри
Архиепископът на Кентърбъри е главният архиепископ и принципален ръководител на Църквата на Англия, символична глава на световната Англиканската съобщност и диоцезен епископ на Кентърбърийския диоцез.
Основна резиденция на Архиепископът на Кентърбъри е Ламбетският дворец в лондонския район Ламбет, настоящ Архиепископ на Кентърбъри е д-р Джастин Уелби.